# 直刺鸡爪簕
直刺鸡爪簕（学名：Oxyceros rectispina）为茜草科鸡爪簕属下的一个种。